# Charley Boorman
Charley Boorman (Wimbledon, London, Velika Britanija, 23. kolovoza 1966.) - engleski pustolov, pisac i glumac. Najpoznatiji je po putopisnim dokumentarnim filmovima snimljenima s prijateljem, glumcem Ewanom McGregorom.